# Hanna Marie Klek
Hanna Marie Klek (Nürtingen, 11 januari 1995) is een Duitse schaakster. Ze heeft sinds 2017 de titel grootmeester bij de vrouwen (WGM). Ze won in 2013 het Duitse schaakkampioenschap voor vrouwen. 

## Biografie
In 1999 verhuisde haar familie - Hanna Marie Klek heeft twee zussen - naar Erlangen. Haar vader Konrad Klek is de musicus van de kerk, theoloog en universitair docent. Na het in 2012 afronden van haar opleiding aan het Ohm-Gymnasium in Erlangen, studeerde ze wiskunde aan de Friedrich-Alexander-Universität Erlangen-Nürnberg en vervolgens psychologie aan de Otto-Friedrich-Universität Bamberg. 

## Schaken
Hanna Marie Klek leerde op achtjarige leeftijd schaken. Meerdere keren was ze Duits jeugdkampioen bij de meisjes: categorie tot 12 jaar (2006, 2007), categorie tot 14 jaar (2008) en categorie tot 16 jaar (2011). In 2007 was ze tweede bij de verkiezing tot speler van het jaar door de Duitse schaakfederatie, in de categorie meisjes tot 14 jaar. In 2008 en in 2009 was ze Duits speelster van het jaar in de categorie tot 14 jaar. In 2011 was ze tweede (achter Nastassia Ziaziulkina) op het Wereldkampioenschap schaken voor jeugd in de categorie meisjes tot 16 jaar, in Caldas Novas, en vijfde op het Duits vrouwenkampioenschap in Bonn.
In 2012 behaalde ze op het Festival des Jeux in Cannes een WGM-norm. In 2013 won Hanna Marie Klek in Bad Wiessee met 7.5 pt. uit 9 het Duitse vrouwenkampioenschap en behaalde daarbij een norm voor de titel Internationaal Meester bij de vrouwen (WIM). In 2012 was ze Duits speelster van het jaar in de categorie tot 20 jaar. In november 2013 won Klek bij het Open Beierse schaakkampioenschap haar partij tegen Igor Khenkin; voor Khenkin was dit de enige verliespartij in het toernooi. 
In januari 2017 was haar Elo-rating 2376. In 2017 kreeg ze de titel grootmeester bij de vrouwen (WGM). 
Sinds maart 2017 is zij de gekozen trainster voor de meisjesafdeling binnen de "Deutsche Schachjugend".
Sinds oktober 2019 was ze bedrijfsleidster van het Schaakcentrum in Baden-Baden.
In 2021 won ze met 1½ punt voorsprong het German Master schaaktoernooi voor vrouwen, een rondetoernooi met de sterkste Duitse schaaksters.  In 2023 eindigde ze in dit toernooi op de derde plaats.

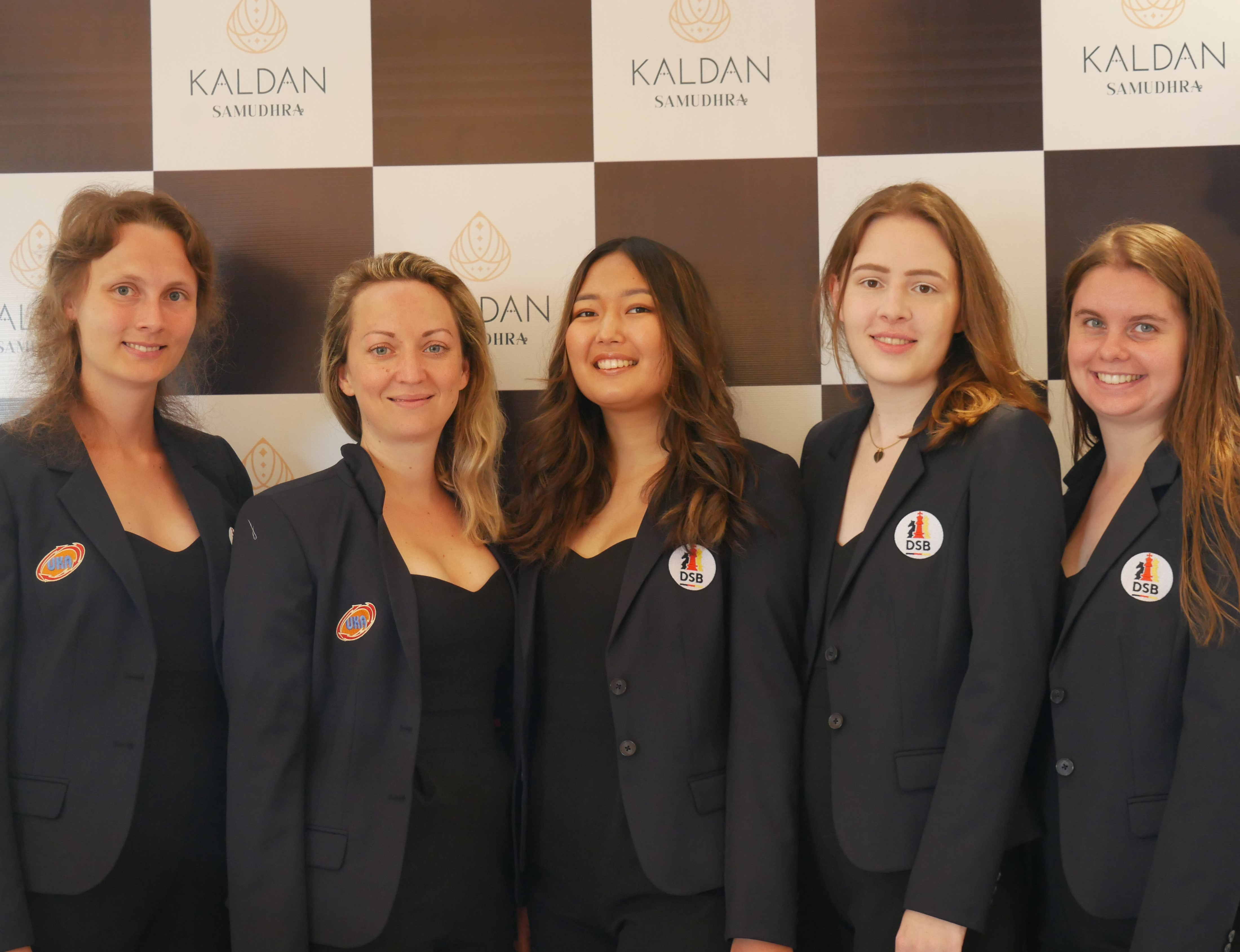
Schaakolympiade 2022 in Mamallapuram, van links naar rechts: Josefine Heinemann, Elisabeth Pähtz, Dinara Wagner, Hanna Marie Klek en Jana Schneider

### Schaakteams
Hanna Marie Klek speelde voor Duitsland in het vrouwentoernooi van de volgende Schaakolympiades: 
- in 2008, aan het reservebord van het tweede vrouwenteam bij de 38e Schaakolympiade, gehouden in Dresden (+2 =0 –4)[18]
- in 2022, aan het derde bord bij de 44e Schaakolympiade, gehouden in Chennai (+2 =1 –3);[19] het team bereikte de 10e plaats

Hanna Marie Klek speelde voor Duitsland in het vrouwentoernooi van het Europees schaakkampioenschap voor landenteams:
- in 2021, aan het derde bord in het 14e EK landenteams in Čatež ob Savi (+2 =4 –2)[20]

Hanna Marie Klek speelde voor Duitsland in het vrouwentoernooi van de Mitropa Cup:
- in 2013, aan het eerste bord in de 10e Mitropa Cup in Meissen (+4 =1 –4); het team eindigde als tweede
- in 2017, aan het eerste bord in de 14e Mitropa Cup in Balatonszárszó (+5 =1 –5)

In juli 2012 nam Klek deel aan de landenmatch tussen de Duitse en Poolse vrouwenteams (resultaat van Klek: 2.5 pt. uit 5; de landenmatch werd gewonnen door Polen met 13.5 – 11.5).

### Schaakverenigingen
In de Duitse bondscompetitie voor vrouwen speelde Klek van 2008 tot 2010 voor SC Bad Königshofen, sinds 2012 speelt ze bij SF Deizisau. In de Oostenrijkse bondscompetitie voor vrouwen speelde Klek van 2015 tot 2017 voor de Kufsteinse vereniging Schach ohne Grenzen, in seizoen 2017/18 speelde ze in de Oostenrijkse bondscompetitie voor SIR Royal Salzburg.
In seizoen 2016/17 behaalde ze in de tweede klasse van de Duitse bondscompetitie haar tweede WGM-norm en haar eerste IM-norm. In de Duitse bondscompetitie voor vrouwen behaalde ze met 8 pt. uit 10 haar derde WGM-norm, zodat ze in oktober 2017 de WGM-titel ontving.

## Externe koppelingen
- (en)   Informatie over schaakpartijen van Hanna Marie Klek op ChessGames.com
- (en)   Informatie over schaakpartijen van Hanna Marie Klek op 365chess.com
- (en)  FIDE-ratinggegevens voor Hanna Marie Klek